# Argol
Argol is een gemeente in het Franse departement Finistère, in de regio Bretagne. De plaats maakt deel uit van het arrondissement Châteaulin. Argol telde op 1 januari 2022 1.043 inwoners.

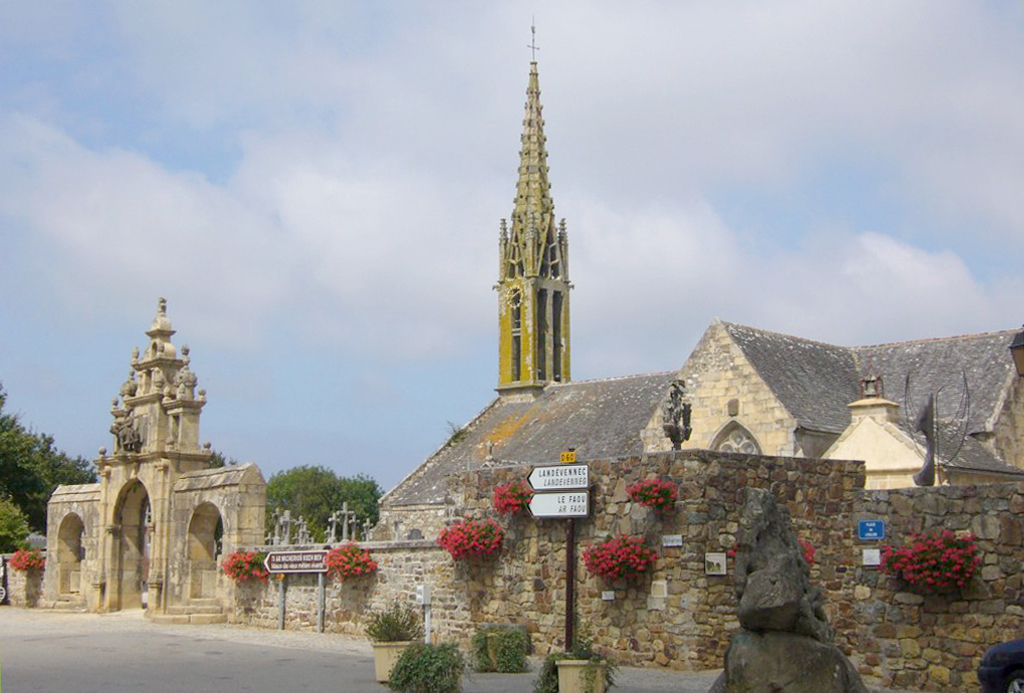
Église Saint-Pierre-et-Saint-Paul

## Geografie
De gemeente ligt op het schiereiland van Crozon. De oppervlakte van Argol bedroeg op 1 januari 2022 31,73 vierkante kilometer; de bevolkingsdichtheid was toen 32,9 inwoners per km².

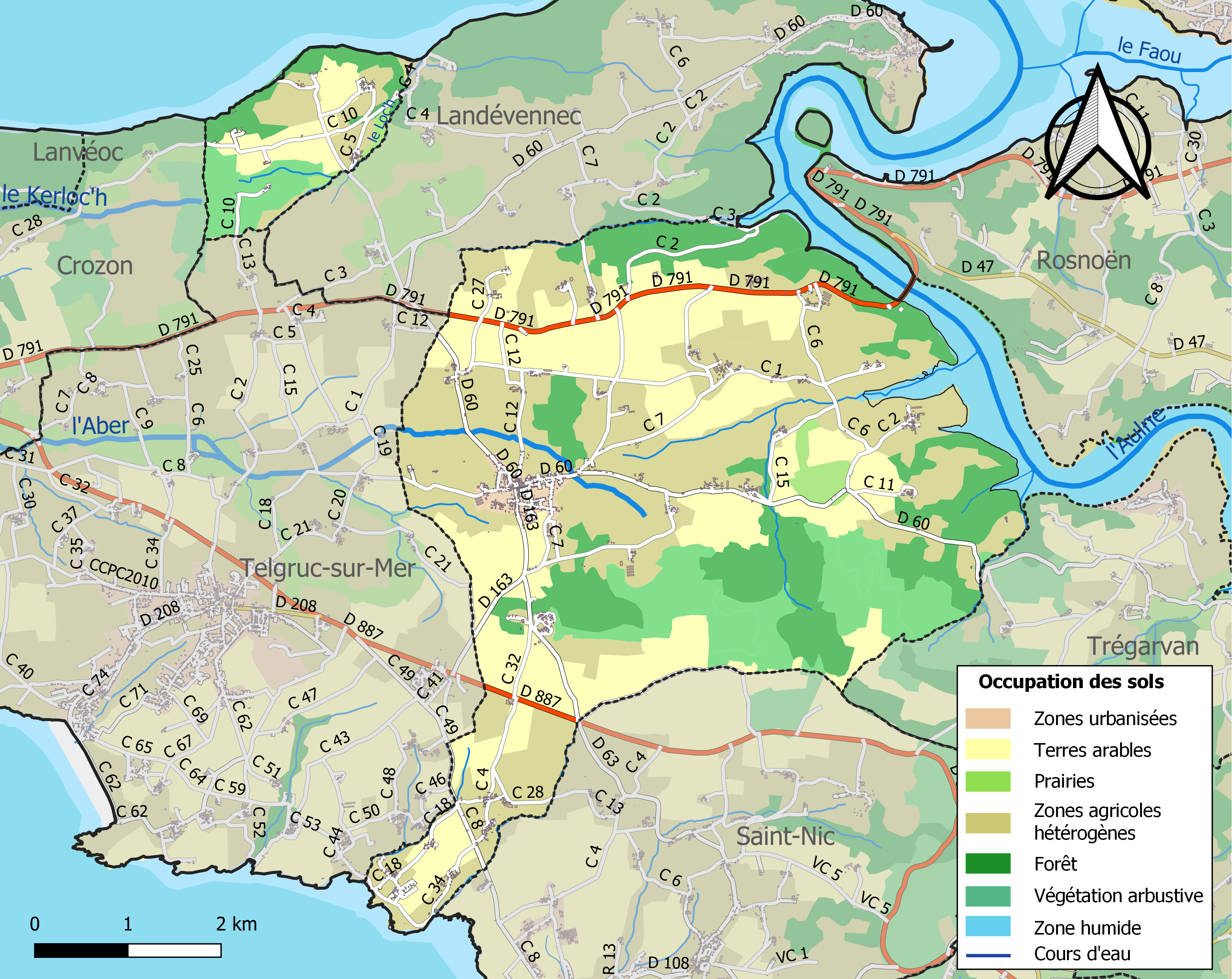
Kaart van de gemeente met belangrijkste infrastructuur, bodemgebruik en omliggende gemeenten

## Demografie
Onderstaande figuur toont het verloop van het inwonertal (bron: INSEE-tellingen).